# Ousmane Dieng
Ousmane Dieng (Villeneuve-sur-Lot, Nueva Aquitania; 21 de mayo de 2003) es un jugador de baloncesto francés que pertenece a la plantilla de los Oklahoma City Thunder de la NBA. Mide 2,06 metros y juega en la posición de alero.

## Trayectoria deportiva

### Primeros años
Dieng creció en Lot-et-Garonne, donde su padre, Ababacar, jugaba al baloncesto. A nivel juvenil, jugó para Villeneuve Basket Club y JSA Bordeaux. Asistió al INSEP en París. Compitió con su equipo sub-18 en el Next Generation Tournament.

### Profesional

#### Centre Fédéral (2020–21)
En la temporada 2020-21, Dieng promedió 12,6 puntos, 5,8 rebotes y 2,9 asistencias por partido para el Centre Fédéral en la Nationale Masculine 1, la tercera división francesa.

#### New Zealand Breakers (2021–22)
El 1 de junio de 2021, Dieng anunció que jugaría para los New Zealand Breakers de la NBL Australia en la temporada 2021-22, junto con su compatriota francés y eventual selección del draft de la NBA de 2022, Hugo Besson. Se convirtió en el primer jugador europeo en unirse al programa Next Stars de la liga para desarrollar prospectos del draft de la NBA. Dieng también había sido reclutado por los principales programas de baloncesto universitario y la NBA G League Ignite. Dejó los Breakers el 17 de abril de 2022 para prepararse para el draft de la NBA.

#### NBA y G-League (2022-presente)
Fue elegido en la undécima posición del Draft de la NBA de 2022 por los Oklahoma City Thunder.
El 15 de abril de 2024 ganó la NBA G League con los Oklahoma City Blue y fue nombrado MVP de las Finales ante los Maine Celtics.
El 22 de junio de 2025 se proclamó campeón de la NBA por primera vez en su carrera tras vencer a Indiana Pacers en la Final de la NBA (4-3).

## Estadísticas de su carrera en la NBA
|  | Denota temporadas en las que su equipo fue Campeón de la NBA |

### Temporada regular
| Año     | Equipo        | PJ  | PT | MPP  | %TC  | %3P  | %TL  | RPP | APP | ROB | TPP | PPP |
| ------- | ------------- | --- | -- | ---- | ---- | ---- | ---- | --- | --- | --- | --- | --- |
| 2022-23 | Oklahoma City | 39  | 1  | 14.6 | .420 | .265 | .652 | 2.7 | 1.2 | .4  | .2  | 4.9 |
| 2023-24 | Oklahoma City | 33  | 0  | 11.1 | .422 | .300 | .875 | 1.5 | 1.1 | .2  | .2  | 4.0 |
| 2024-25 | Oklahoma City | 37  | 1  | 10.9 | .432 | .324 | .688 | 2.2 | .8  | .5  | .2  | 3.8 |
| Total   | Total         | 109 | 2  | 12.3 | .424 | .292 | .727 | 2.2 | 1.0 | .4  | .2  | 4.3 |

### Playoffs
| Año   | Equipo        | PJ | PT | MPP | %TC  | %3P  | %TL   | RPP | APP | ROB | TPP | PPP |
| ----- | ------------- | -- | -- | --- | ---- | ---- | ----- | --- | --- | --- | --- | --- |
| 2024  | Oklahoma City | 4  | 0  | 1.8 | .500 | .000 | —     | .0  | .0  | .0  | .0  | .5  |
| 2025  | Oklahoma City | 9  | 0  | 3.6 | .400 | .571 | 1.000 | .4  | .3  | .0  | .1  | 1.6 |
| Total | Total         | 13 | 0  | 3.0 | .417 | .500 | 1.000 | .3  | .2  | .0  | .1  | 1.2 |